# 宽城子事件
宽城子事件是1919年7月19日在中华民国吉林省吉长道长春县宽城子（今吉林省长春市宽城区）发生的中日两国间军事冲突，也称长春事件。:976,986该事件导致双方军人共三十余人死亡。

## 背景

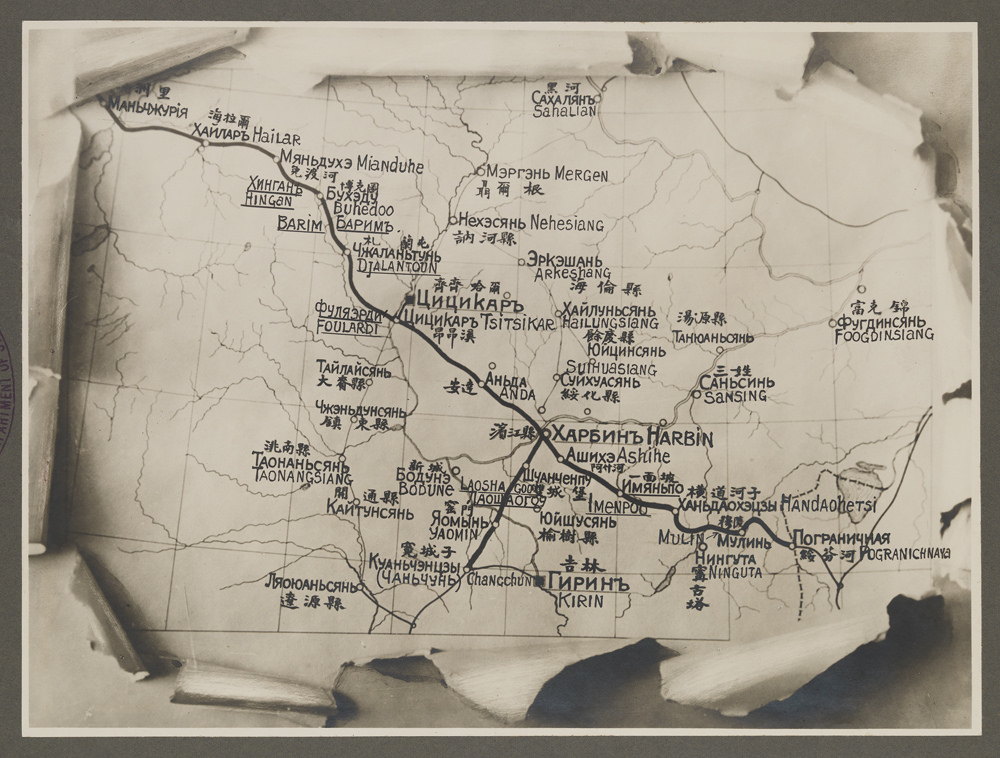
中东铁路（日俄战争后）的路线和主要车站。可见宽城子是其最南端

庚子拳亂之後，随着《辛丑条约》等不平等条约的缔结，日本也以保护在中国侨民为理由在中国驻军。1916年8月13日，郑家屯事件爆发，中国军队与日本军队发生冲突，造成双方死伤:635,636。
长春是南满铁路与中东铁路的分界，长春向南为南满洲铁路，是日本在日俄战争胜利后从俄国手中获得的权益，而宽城子站向北是日俄战争后仍然保留在俄国手中的中东铁路。在1919年时日军有6个大队的兵力守备南满洲铁路。中东铁路原本有中东铁路守备队（:81），1917年十月革命后俄国对中东铁路控制能力减弱，日本、中国、美国加入了对中东路的争夺。在此背景下，1919年1月，日本在宽城子增派了一个中队的兵力，其中一个小队驻扎在窑门。:104
1919年宽城子事件发生前，中国东北地区实力最强的军阀是张作霖和孟恩远。张作霖在1916年4月就任奉天督军，1918年又被任命为东三省巡阅使，此后以成为东三省霸主为目标。吉林督军孟恩远是袁世凯新军旧部，以功绩和名望自重，虽然在与张作霖的斗争中处于劣势，仍无意屈从于张作霖。1919年，五四运动爆发，张作霖一方面致力于阻止群众运动蔓延到东北，一方面也着手驱逐孟恩远。6月，张作霖以吉林财政紊乱为口实弹劾孟恩远。孟恩远被迫卸任，但其心腹高士傧师长强硬主战，吉林宣告独立，并积极备战。张作霖得到中央政府的命令，发表了讨伐孟恩远的声明，而孟恩远在宽城子附近集结兵力。日军对双方分别进行交涉，希望他们不要进行军事行动，然而张孟双方都认为日军表现出了对自己的支持。7月14日，吉林方第三混成旅第二团受命从哈尔滨向农安移动，途经宽城子，在此宿营。:103
两军为备战而征用马车，对日本侨民的经济活动造成了影响:978。1919年7月17日，日方要求孟恩远部下、负责中东路东段守备的旅长高俊峰不得在日方所占有的铁道附属地内征用马车，高俊峰答应了日方的要求。然而事发前日（7月18日），有中国军人在宽城子征用日本人的马车，日本警察进行阻止，发生争斗而受伤:978：巡查栗坪主一在铁道附属地东五条街阻止孟恩远所部征用马车而被4名中国军人以投石攻击和殴打，殴打中有1名中国士兵拔刀，造成日本巡查头部3处刀伤:1039。此时中日双方军官仍然关系友善，在日本警察被殴打后18日当天住田米次郎中尉仍到中方兵营赴宴:991。

## 事件

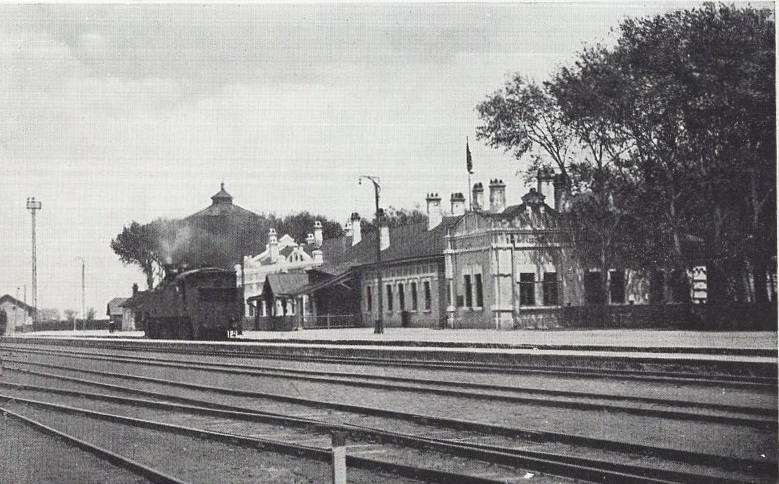
中东铁路宽城子火车站

1919年7月19日上午11时半，任职于南满洲铁道长春站的驿夫（车站职员）船津藤太郎在经过宽城子的日本守备队附近时，被在同地驻扎的20人左右的中国军人殴打头部而昏迷；附近的日本人发现此事，报告给了驻守的日本军队:978。接报后日本步兵第53联队第一大队副官住田米次郎中尉带领4名下级军官和士兵，前往事发现场:978,979。与此同时，日军派出30名士兵前往向中国军营东侧200米的村口进行警戒。住田等人到达现场时，因为被殴打者已经被其他日本人送到日方军营，他们转而前往中方军营进行交涉。当时第二团团长孟奎魁不在营中，由第一营、第三营营长和第二营的资深连长会见日方人员。由于涉事者是第二营所属，日方要求第二营的连长进行调查，很快第二营营长回营，日方继续与第二营营长交涉。这时传来孟奎魁团长回营的消息，第二营营长表示请日方入帐篷休息，等待与团长会面，然而日军人员进入帐篷后，突然有数发子弹射向帐篷。:978,979。营长试图制止，但交火已经开始，双方人员各自散开:978,979。根据日方当事人回忆，中方营长等人的态度一直是诚恳友好的。:104
据日方当事人描述，在附近守卫的约30名日本军人以及日方兵营也遭遇攻击，数人死伤；日军撤向附近民居，但在背后遭数名中国巡警射击:978,979。当天正午左右，日军援兵到达。事发时，高俊峰旅长正在长春日本领事馆访问，接报后与日本领事馆工作人员一同乘汽车急赴现场，成功制止中方的攻击。日方来人接收死者遗体时，又有中方士兵开枪，高俊峰旅长严令禁止开火，并为了平息事件而率部缓缓向北撤离:980。:104
当日晚间20时，中方高士傧师长、高俊峰旅长、日方齐藤大佐、森田领事、林守备队长、桥本警视等人一同查验了尸体，发现在中方营地附近被杀死的日军士兵被剜眼割耳，面部被刀割。:980
此事件导致日方军人18名（中尉2名、军曹3名、上等兵1名、上等看护卒1名，一等兵11名）、警察1名死亡，17人负伤。中方士兵15名死亡，20余名负伤。:101:980,981

## 事后处理
次日（20日），日本驻长春领事森田宽藏向内田康哉外务大臣关于此事提交报告。22日，内田外务大臣发布训令，指示此事内情务必详查。孟奎魁团长在23日向吉林省吉长道的道尹陶彬发送通知。根据此通知描述，事发原因与日方森田领事的调查结果一致，但提出了“开枪射击引发事件的士兵可能是奉天张作霖的奸细”的观点。:105
20日，第一师师长高士傧与日方守备队高山公通司令官、森田领事在日本领事馆会面，并在当地发布了暂定治安维持法:982。21日，北洋政府陆军部遣使赴日本驻北京公使馆，表达遗憾之意。大总统徐世昌听闻此事震怒，当即下令撤免了该团团长和营长。23日，北洋政府发布大总统令，宣布对涉事者的处罚。:105,106
北京方面在日本正式外交行动之前作出的反应获得了日本政府的谅解。8月15日，内田外务大臣致电驻北京公使小幡和驻奉天总领事赤塚，提出了解决该事件的6个条件：:106:995
1. 中国政府发布大总统令，向日本政府表示遗憾之意
2. 依照大总统令，由东三省巡阅使张作霖彻查此事的责任者，并将结果通报给日本政府
3. 严厉处罚直接指挥的军官和参与袭击、施以虐待的士兵
4. 查明是否有巡警参与袭击，如确有参与，对直接指挥者施以处罚
5. 为防止将来有类似事件，采取最有效的方法进行预防
6. 关于南满洲铁道株式会社长春站驿夫受害之事，由日本驻长春领事与中国当局另行商议解决

以上条件在经过一些修正后，由日方在9月9日提交给中国外交部。10月8日，中方表示接受所有条件。:106